# Montsià
Montsià là một comarca (hạt) của Catalonia, Tây Ban Nha. Thủ phủ là Amposta, đây cũng là thành phố lớn nhất của Montsià.

## Các đô thị
Dân số năm 2001.
- Alcanar - 8.032
- Amposta - 16.865
- Freginals - 381
- La Galera - 749
- Godall - 713
- Mas de Barberans - 682
- Masdenverge - 950
- Sant Carles de la Ràpita - 11, 572
- Sant Jaume d'Enveja - 3.309
- Santa Bàrbara - 3.398
- La Sénia - 5.365
- Ulldecona - 5.534